# Прасков’їно (Ульяновська область)
Прасков’їно (рос. Прасковьино) — село в Ніколаєвському районі Ульяновської області Російської Федерації.
Населення становить 327 осіб. Входить до складу муніципального утворення Канадейське сільське поселення.

## Історія
Від 2004 року входить до складу муніципального утворення Канадейське сільське поселення.

## Населення
| 2010 |
| ---- |
| 327  |